# 沈黎郡
沈黎郡，中國古代郡名。

## 沈黎郡 (西漢)
秦代其地屬蜀郡，漢初棄。漢武帝元光中，遣司馬相如招撫笮、邛、斯榆等西夷部落，“為置一都尉，十餘縣”，包括後來的沈黎、越巂兩郡之地，由蜀郡管轄。元鼎六年（前111年），漢滅南越，西南夷諸部請求內附，於是以笮都置沈黎郡，以邛都置越巂郡，同時置汶山郡、武都郡。沈黎郡治在笮都縣（在今四川省汉源县一帶）。其領縣可考者有笮都、青衣、旄牛、徙、嚴道五縣。其轄境大致在今四川省雅安市及甘孜藏族自治州的泸定县、九龙县一帶。天漢四年（前97年）省沈黎郡，其地併入蜀郡，分為兩部都尉：一駐青衣，管理漢人；一駐旄牛，管理羌人。
漢安帝延光二年（123年）以沈黎郡故地置蜀郡屬國。漢順帝陽嘉四年（135年）改青衣縣為漢嘉縣。劉備時改蜀郡屬國為漢嘉郡。

## 沈黎郡 (成漢)
太寧元年（322年），成漢主李雄使其將李驤、任回寇台登，晉將司馬玖戰死，漢嘉太守王載舉郡投降成漢。李雄分漢嘉郡設置沈黎郡。永和三年（347年）桓溫平蜀，廢沈黎郡。
義熙九年（413年）劉裕以朱齡石為將平蜀，滅譙縱，沈黎郡當此時復置。劉宋時郡下轄城陽、蘭、旄牛3縣。
蕭齊時改為沈黎獠郡。